# Hungerpesten
Hungerpesten är en roman av Linnéa Fjällstedt från 1975.

## Handling
Titeln Hungerpesten kan man säga speglar det boken handlar om, hunger. Man får följa nybyggarfamiljen som består av Matilda och Jonas Natanael samt deras barn i deras hårda slit för att klara upp vardagen. Familjen har slagit sig ner på Riset i Dorris ca 7 mil från Vilhelmina vilket kanske inte är den mest lämpade platsen för en oerfaren. Matilda lever ett till synes hårt liv med täta havandeskap och är egentligen inte så mycket värd i hans ögon. Livet i stugan är primitivt och de har inte mycket mer tillgångar än att de överlever dagen. Matilda får dessutom ta på sig den något övermäktiga uppgiften att hålla livet i så väl sig själv, barnen som gårdens djur, det är en ansvarsfull och tung uppgift som är allra svårast under de mörka kalla och långa vintrarna när Jonas Natanael vistas borta för att arbeta, som visar sig vara föga lönande då han till stor del super bort de pengar han tjänar eller luras av sina arbetsgivare. Till följderna av fattigdomen och svälten hör de livshotande sjukdomar familjen ständigt drabbas av. Man får även följa Matildas ständiga kamp och oro för att inte klara upp situationen samt hur hon skäms när hennes egna barn sprungit runt med sina bara fötter i byn på tiggarstråk. När barnen blivit lite äldre skickas de i väg för att tjäna som pigor eller getare åt någon mer välbesutten i trakten, vilket inte heller visar sig vara så lysande då de blir illa behandlade och inte får mer mat än de fått där hemma. Livet på det lilla nybygget går vidare men runt husknuten lurar fler olyckor.

## Om boken
Berättelsen utspelar sig i slutet av 1800 och början av 1900-talet och ger oss en inblick i hur livet kunde te sig på ett nybygge under den tiden.. Man kan nog säga att det är en strävsam historia med många motgångar. Matilda som gestaltas i berättelsen är författarens egen mormor och boken kan ses främst som ett kvinnoporträtt.